# Bob & Carol & Ted & Alice
Bob & Carol & Ted & Alice (bra: Bob, Carol, Ted e Alice; prt: Bob e Carol e Ted e Alice) é um filme estadunidense de 1969, do gênero comédia dramática, dirigido por Paul Mazursky, com roteiro de Larry Tucker e do próprio Mazursky satirizando a moral estadunidense da década de 1960.

## Sinopse
Bob e Carol participam de uma terapia de grupo e resolvem ter um casamento aberto, o que efetivam, ele, com uma garota que conheceu a trabalho, e ela, com o professor de tênis. Ted e Alice, influenciados pelo comportamento dos melhores amigos, resolvem aderir ao novo tipo de relacionamento. Ted tem um caso com uma garota que conheceu no avião. Quando confessa a Alice, esta tem uma crise, resolve que os quatro devem fazer uma orgia e todos acabam na cama, mas nada acontece porque percebem que o que tentam fazer é apenas uma nova convenção moral, talvez mais artificial que a velha moral que combatem, e não o que realmente querem.

## Elenco
- Natalie Wood .... Carol Sanders
- Robert Culp .... Bob Sanders
- Elliott Gould .... Ted Henderson
- Dyan Cannon .... Alice Henderson
- Horst Ebersberg .... Horst
- Lee Bergere .... Emilio
- Donald F. Muhich .... psiquiatra
- Noble Lee Holderread Jr. .... Sean Sanders
- K.T. Stevens .... Phyllis
- Celeste Yarnall .... Susan

## Prêmios e indicações
Oscar 1970 (EUA)
- Indicado
  - melhor ator coadjuvante (Elliott Gould)[4]

- - melhor atriz coadjuvante (Dyan Cannon)[4]

- - melhor fotografia[4]
  - melhor roteiro original[4]

Globo de Ouro 1970 (EUA)
- Indicado
  - Melhor atriz de cinema - comédia/musical (Dyan Cannon)[5]

- - Melhor revelação feminina (Dyan Cannon)[5]

BAFTA 1971 (Reino Unido)
- Indicado
  - Melhor ator (Elliott Gould)[carece de fontes?]
  - Melhor roteiro[carece de fontes?]

Prêmio NYFCC 1969 (New York Film Critics Circle Awards, EUA)
- Venceu
  - Melhor roteiro[carece de fontes?]

- - Melhor atriz coadjuvante (Dyan Cannon)[carece de fontes?]